# تک شاخ (سرخپوست)

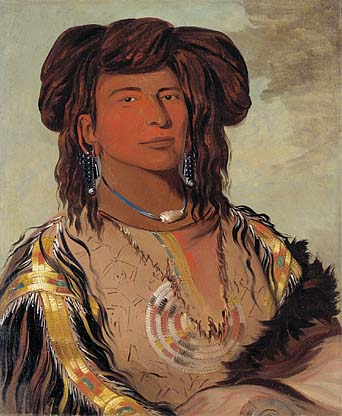
نقاشی کشیده شده توسط جرج کاتلین، از تک شاخ در سال ۱۸۳۲.

تک شاخ (به انگلیسی: Lone Horn) (۱۷۹۰–۱۸۷۷) یا یک شاخ با نام اصلی «هِون جِتا» (Hewáŋžiča) در داکوتای جنوبی به دنیا آمد. وی رئیس گروه «پرواز در طول جریان»، سرخپوستان لاکوتا بود.

تک شاخ، پدر حس ابرها، الک خالدار، قورباغه و بینی رومی بود.